# Alexander Dale Oen
Alexander Dale Oen (født 21. maj 1985 i Øygarden, død 30. april 2012 i Flagstaff) var en norsk elitesvømmer, der vandt både norske mesterskaber, europamesterskab og verdensmesterskab. Han blev endvidere Norges første OL-medaljevinder i svømning nogensinde, da han vandt sølv ved OL i 2008 i 100 m brystsvømning.
Alexander Dale Oen døde under en højde-træningslejr med det norske svømmelandshold forud for OL 2012, hvor han var en af favoritterne.